# Кокушкин, Павел Михайлович
Павел Михайлович Кокушкин (1885 — 5 октября 1942, Бизерта) — русский морской офицер, старший лейтенант, инженер-механик.

## Биография
Родился 2 июля 1885 года.
В 1909 году окончил Морское инженерное училище имени Императора Николая I. Выпущен лейтенантом во 2-й Балтийский флотский экипаж.
Воевал в Вооружённых силах Юга России, старший лейтенант. Был эвакуирован; 6 мая 1920 года возвратился в Русскую армию, в Крым (Севастополь) на корабле «Шилка».
Умер 5 октября 1942 года в Бизерте (Тунис). 
Был награждён серебряной медалью Итальянского Красного Креста за оказание помощи пострадавшим на островах Сицилия и Калабрия от землетрясения в 1908 году.